# Saint-Paul-la-Roche
Saint-Paul-la-Roche (okzitanisch Sent Pau la Ròcha) ist eine französische Gemeinde mit 533 Einwohnern (Stand 1. Januar 2022) im Nordosten des Départements Dordogne, Region Aquitanien. Sie gehört zum Arrondissement Nontron und zum Kanton Thiviers. Zuständiger Gemeindeverband ist die Communauté de communes Périgord-Limousin. Die Gemeinde ist Bestandteil des Regionalen Naturparks Périgord-Limousin. Die Einwohner werden als Saint-Paulois bzw. Saint-Pauloises bezeichnet.

## Etymologie
Saint-Paul-la-Roche leitet sich ab vom Heiligen Paulus (Sanctus Paulus) und vom Weiler La Roche (zu Deutsch der Fels), der nach dem einst hier aufragenden Quarzfelsen (La Roche Blanche) benannt worden war.

## Geographie

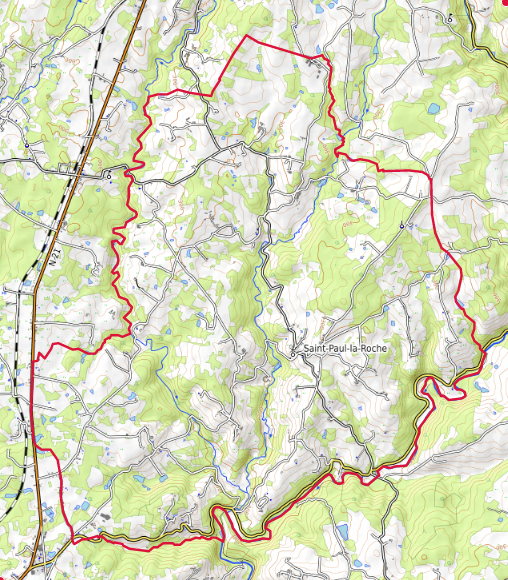
Lagekarte von Saint-Paul-la-Roche

Saint-Paul-la-Roche liegt neun Kilometer nordöstlich von Thiviers und fünf Kilometer westsüdwestlich von Jumilhac-le-Grand (Luftlinie). Die Gemeinde wird von folgenden Nachbargemeinden umgeben:
| La Coquille                       | Saint-Priest-les-Fougères                   | Jumilhac-le-Grand |
| Saint-Jory-de-Chalais und Chalais | Kompassrose, die auf Nachbargemeinden zeigt | Jumilhac-le-Grand |
| Thiviers                          | Nantheuil                                   | Sarrazac          |

Neben dem Ortskern besteht die Gemeinde aus folgenden Geländepunkten, Weilern, Gehöften, Mühlen und Schlössern:
Artis, Beauplat, Chalamant, Chandeuil, Château de Chalard, Château de Montardy, Château la Val(l)ade, Chez Concote, Chez Morne, Combiers, Curmont, Éleix, Graffanaud, La Brousse, La Bussière, La Chassagne, La Croze, La Fagnade, La Farge, La Genetterie, La Grave, La Jarrige, La Lande, La Lande de Beauplat, La Lande de la Peyzie, La Lande de Perrières, La Landotte, La Messeillasse, La Messelie, La Morandie, La Mouretie, La Papalie, La Petite Lande, La Petite Pouge, La Peyzie, La Pouille, La Pouyade d'Artis, La Renolphie, La Rivalie, La Roche, La Roche Noire, La Tuillère, La Val(l)ade, Las Jarijas, Las Ruas, Lascombas, Lavaud, Le Bos du Coq, Le Bouyssou, Le Bouquet, Le Chalard, Le Chalaret, Le Chatenet, Le Chêne Blanc, Le Goinaud, Le Grand Bois, Le Grand Coderc, Le Marguillier, Le Maine, Le Minaret, Le Moulin de la Brousse, Le Moulin de la Peyzie, Le Moulin du Breuilh, Le Petit Clos, Le Peyret, Le Poirier Bernard, Le Pont-Fermier, Le Rieu Mort, Le Rouchoux de la Forêt, Les Bairières, Les Grandes Landes, Les Grands Bois de la Rivalie, Les Grands Eyssards, Les Pradelles de Chalamant, Les Pradelles de Lintignac, Lintignac, Paradinas, Pierrefiche, Poirier Vachat und Vialotte.
Der topographisch tiefste Punkt im Gemeindegebiet mit 165 Meter liegt an der Mündung des Ruisseau de Curmont in die Isle; hier verlässt die Isle die Gemeinde in generell südwestlicher Richtung. Der höchste Punkt mit 342 Meter befindet sich bei La Lande de Perrières nordöstlich vom Ortskern. Der maximale Höhenunterschied ist somit 177 Meter. Die durchschnittliche Meerhöhe der Gemeinde beträgt 254 Meter, ihr Rathaus liegt auf 259 Meter.
Mit 39,22 Quadratkilometer Flächenausdehnung ist Saint-Paul-la-Roche die drittgrößte Gemeinde im Kanton Thiviers, mit 13 Einwohner/Quadratkilometer hat sie jedoch zusammen mit Lempzours die niedrigste Bevölkerungsdichte.

### Verkehrsanbindung
An der Westgrenze des Gemeindegebiets führt die Hauptverkehrsachse N 21 von Limoges nach Périgueux in Südrichtung vorbei. Parallel hierzu läuft die Bahnstrecke von Limoges nach Thiviers (Bahnstrecke Limoges-Bénédictins–Périgueux). Entlang der Süd- und Südostgrenze verläuft die D 78 von Jumilhac-le-Grand nach Thiviers. Den Ortskern in südsüdöstlicher Richtung quert die D 67 von La Coquille nach Sarrazac. Die D 98 von Jumilhac-le Grand nach Chalais durchzieht den Nordteil der Gemeinde in westlicher Richtung. Etliche Kommunalstraßen verbinden die zahlreichen Weiler untereinander und mit dem Ortskern.

### Bodenbedeckung

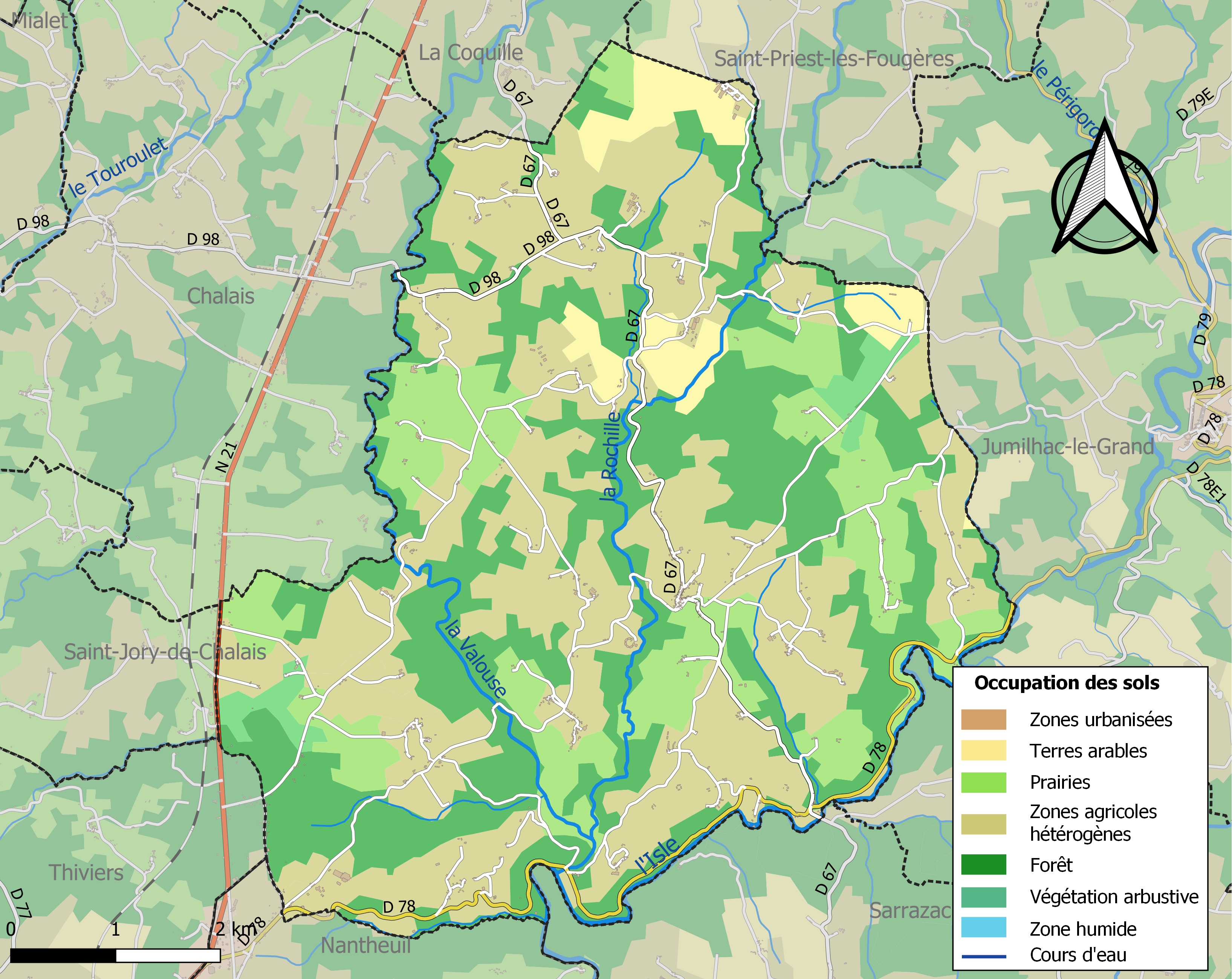
Bodenbedeckung in Saint-Paul-la-Roche

Die Bodenbedeckung der Gemeinde Saint-Paul-la-Roche schlüsselt sich im Jahr 2018 gemäß der europäischen Datenbank CORINE Land Cover (CLC) wie folgt auf:
- Wälder – 33,5 %
- heterogene landwirtschaftliche Nutzung – 43,8 %
- Wiesen – 16,4 %
- Ackerland – 4,5 %
- Buschwerk – 1,8 %.

Die landwirtschaftliche Nutzung steht im Vordergrund. Der Anteil der landwirtschaftlichen Nutzflächen hat sich seit 1990 von 65,9 % auf 64,7 % etwas verringert.

## Klima
Saint-Paul-la-Roche besitzt ein abgeschwächtes ozeanisches Klima  mit gemäßigtem Sommer (Cfb nach Köppen und Geiger), das sich durch folgende Parameter auszeichnet:
| Klimaparameter im Zeitraum 1971–2000 - Jahresmittel: 11,8 °C - Anzahl der Tage unter −5 °C: 3,3 - Anzahl der Tage oberhalb 30 °C: 5,3 - Maximum im Tages-Temperaturunterschied: 14,6 °C - Jahresniederschlag: 1093 mm - Niederschlagstage im Januar: 13,4 - Niederschlagstage im Juli: 7,4 |

Durch den Klimawandel zeichnen sich Erhöhungen im Jahresmittel ab, die sich bereits auch bemerkbar machen. So ist beispielsweise an der 46 Kilometer entfernten Wetterstation am Flughafen von Limoges-Bellegarde das langjährige Jahresmittel von 11,2 °C für 1971–2000 über 11,4 °C für 1981–2010 auf 11,8 °C für 1991–2020 angestiegen – ein Zuwachs um 0,6 °C innerhalb von 20 Jahren.

## Hydrographie

Hydrographische Karte von Saint-Paul-la-Roche

Die nach Südwesten entwässernde Isle bildet die südöstliche Gemeindegrenze zu Jumilhac-le-Grand und Sarrazac. Mitten durchs Gemeindegebiet fließt die Rochille nach Süden, um kurz vor Erreichen der südlichen Gemeindegrenze linksseitig in die Valouse zu münden. Die Valouse durchläuft den Westabschnitt der Gemeinde in südsüdöstlicher Richtung, sie bildet über mehrere Kilometer die Westgrenze zu Chalais. Nur kurz nachdem sie die Rochille aufgenommen hat mündet sie ihrerseits als linker Nebenfluss in die Isle. Die Isle nimmt nach Erreichen der Gemeinde vier kleinere rechte Seitenbäche auf, die alle nach Südsüdost ausgerichtet sind, darunter der Grand Gaulier als östlicher Grenzbach zu Jumilhac-le-Grand. Der Ruisseau de Curmont ist ebenfalls ein rechter Seitenbach der Isle; er verläuft Ost-West und bildet die Südgrenze zu Nantheuil. Der Ruisseau de la Val(l)ade fließt etwas weiter nördlich in derselben Richtung, mündet aber in die Valouse. Der Ruisseau de la Farge ist ein rechter Nebenarm der Rochille im Norden der Gemeinde.
Die Isle und ihre Nebenflüsse bilden Teil des Flusssystems Isle-Dronne.
Die Gesamtlänge des Entwässerungsnetzes in der Gemeinde Saint-Paul-la-Roche beträgt 56 Kilometer.

## Geologie

Geologische Karte von Saint-Paul-la-Roche

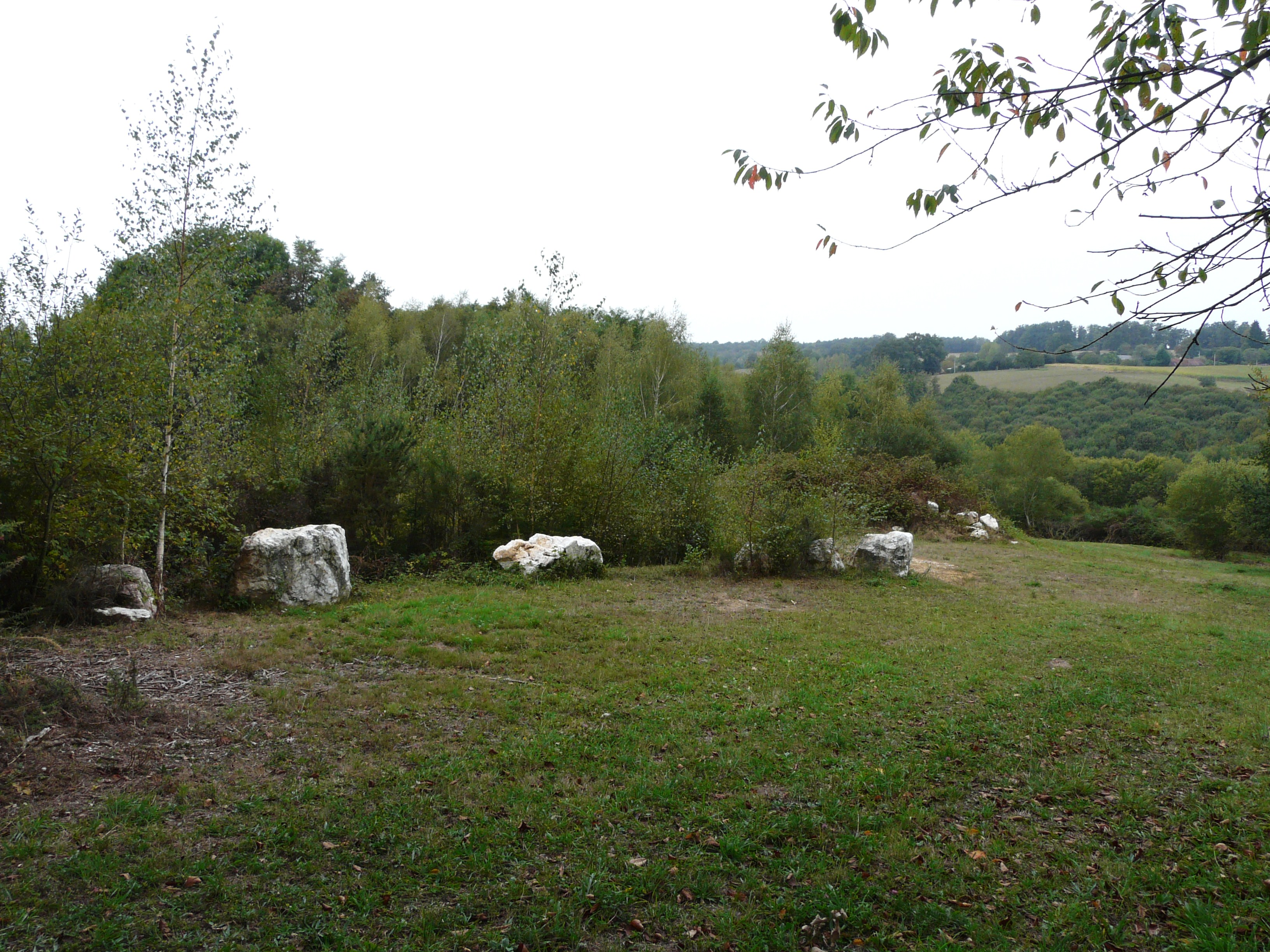
Quarzbrocken aus dem ehemaligen Steinbruch bei La Roche

Saint-Paul-la-Roche macht seinem Namen alle Ehre, es besitzt eine ausgesprochen vielseitige Geologie. Die Gemeinde liegt ausschließlich auf dem metamorphen Grundgebirge des nordwestlichen Massif Central.
Die anstehenden Gesteine gehören vorwiegend zur Unteren Gneisdecke, nur im äußersten Südwesten werden auch noch Gesteine der Thiviers-Payzac-Einheit angetroffen. Es handelt sich bei den Gesteinen der Unteren Gneisdecke vorwiegend um Glimmerschiefer (ξ1), Paragneise (ζ1-2), glimmerschieferige Paragneise (ζ1) und mittelkörnige Leptynite (mλ3-4b-m); Letztere bilden Teil des Bogens von Saint-Yrieix. Die Glimmerschiefer sind aus Tonsteinen hervorgegangen, die Paragneise dürften aus neoproterozoischen Grauwacken sowie mehr tonigen Ausgangsgesteinen entstammen. Die Leptynite granitischer Zusammensetzung werden dem Ordovizium zugerechnet. Die Streichrichtung der Unteren Gneisdecke ist relativ konstant Nordost, die Einfallswinkel schwanken etwas zwischen 20° und 45° nach Südost. Auch Strecklineare und Fältelungen zeigen mit nur leichtem Einfallen nach Südost.
Die Thiviers-Payzac-Einheit im Süden besteht aus dem mesozonalen Payzac-Quarzit (tfρ3Χ), einem Äquivalent des rhyodazitischen Thiviers-Sandsteins (Grès de Thiviers), der nur etwas schwächer metamorph ist. Die Einheit hat die Paragneise der Unteren Gneisdecke entlang eines anormalen Kontakts mit rechtsverschiebender Komponente überfahren und weist gegenüber den generell Nordost streichenden Gesteinen der Unteren Gneisdecke eine vollkommen andere Streichrichtung auf - Ostnordost (mit Einfallen 36° bis 60° nach Südsüdwest).
Eingeschlossen in die Glimmerschiefer sind beim Weiler La Valade die basischen und ultrabasischen Gesteine des Roche Noire-Massivs (δθπ), vorwiegend Metagabbros und Peridotite, d. h. Gesteine der ehemaligen ozeanischen Kruste. Dieses Massif enthält zahlreiche tektonische Linsen an serpentinisierten Peridotiten (δπ1) und an Amphiboliten (δθ3) sowie ein größeres Serpentinitvorkommen (σπ1). Die Glimmerschiefer und die glimmerschiefrigen Paragneise enthalten Züge von Granat-führenden Amphiboliten (δ11g). Vereinzelt können diese auch in den Paragneisen auftreten. Auch Epidot-führende Amphibolitzüge(δ11ep) kommen vor, beispielsweise am Friedhof in den glimmerschiefrigen Paragneisen, bei Lintignac in den Leptyniten und bei Curmont sogar im Payzac-Quarzit. Selbst kleinere Eklogitvorkommen (δψ) sind vorhanden, drei bei Graffanaud an der Valousemündung und eines bei Combier an der Isle. Erwähnenswert sind ferner kleinere Züge von dazitischen Metatuffen (tf) in den Paragneisen, glimmerreichen Paragneisen und – erneut – im Payzac-Quarzit. 
Eine Besonderheit stellt die Quarzmasse (Q) von La Roche dar, die mittlerweile vollkommen abgebaut ist. Der sehr reine, milchige Exsudationsquarz wurde wegen seiner besonderen Qualitäten von der NASA für optische Linsen angefordert. Er zeichnet sich durch sehr engständige, parallele Scherflächen aus. Der ehemalige Steinbruch enthielt ferner Einzelkristalle im Dezimeter- bis Meterbereich.
Zu den metamorphen Bedingungen: der Payzac-Quarzit hat den Staurolith-Isograd überschritten, die Gesteine der Unteren Gneisdecke befinden sich weitestgehend in der Staurolithzone, im Norden und im Ortskern erreichen sie auch den Disthen-Isograd.
Drei Nord-Süd-streichende Störungen (nördlich von Chalamant, im Ortskern und bei Le Rouchou de la Forêt) versetzen die ursprüngliche Schichtfolge. Die Störungen von Chalamant und von Le Rouchou de la Forêt sind brekziiert und kataklastisch. Letztere setzt sich sogar bis Sarrazac fort; im Norden fiedert sie aus, im Süden (im Gemeindegebiet von Sarrazac) trennt sie das Sarrazac-Massiv ab.
Verhüllende, teils Höhenrücken bildende, tertiäre Deckschichten aus Alteriten bestehen vorwiegend aus pliozänen, fluviatilen Schottern (Zungen bei La Lande de Beauplat, La Lande de Perrières, La Petite Lande und Le Pierrefiche – Formation Fs) und aus pleistozänem Kolluvium (Formationen ACF und AC). In den Talungen der Isle, der Rochille und der Valouse hat sich holozänes Alluvium abgesetzt (Formation K).

### Geosite
Die Gemeinde Saint-Paul-la-Roche besitzt einen Geosite, in dem charakteristische Gesteine des Anstehenden ausgestellt sind.

## Geschichte
Im 11. Jahrhundert wurde zum ersten Mal das Château du Chalard schriftlich erwähnt. Es wurde während des Hundertjährigen Krieges weitgehend zerstört. Die romanische Ortskirche von Saint-Paul-la-Roche stammt aus dem 12. Jahrhundert. Im 15. Jahrhundert entstand das Château de Montardy. An seiner Stelle befand sich vordem eine Festung des Templerordens. Auf die Templer geht auch das Maison templière zurück.

## Bevölkerungsentwicklung
| Jahr | Einwohner |  |
| 1962 | 872       |  |
| 1968 | 794       |  |
| 1975 | 616       |  |
| 1982 | 591       |  |
| 1990 | 555       |  |
| 1999 | 551       |  |
| 2006 | 524       |  |
| 2007 | 520       |  |
| 2012 | 527       |  |
| 2017 | 525       |  |
| 2018 | 521       |  |
| 2019 | 519       |  |

Quelle: INSEE
Die Bevölkerungszahlen von Saint-Paul-la-Roche waren bis 1975 stark rückläufig, ihr genereller Rückgang hat sich aber seitdem sehr verlangsamt.

## Verwaltung
Bürgermeister in Saint-Paul-la-Roche ist seit April 2014 Didier Garnaudie, der im Juli 2020 wiedergewählt wurde.

## Präsidentschaftswahlen 2022
| Kandidaten                       | Kandidaten            | Parteien                      | Parteien            | 1. Wahlgang | 1. Wahlgang | 2. Wahlgang | 2. Wahlgang |
| Kandidaten                       | Kandidaten            | Parteien                      | Parteien            | Stimmen     | %           | Stimmen     | %           |
| -------------------------------- | --------------------- | ----------------------------- | ------------------- | ----------- | ----------- | ----------- | ----------- |
|                                  | Emmanuel Macron       | En marche !                   | EM                  | 70          | 23,65 %     | 120         | 50,63 %     |
|                                  | Marine Le Pen         | Front national                | FN                  | 73          | 24,66 %     | 117         | 49,37 %     |
|                                  | Jean-Luc Mélenchon    | Front de gauche               | FDG                 | 68          | 22,97 %     |             |             |
|                                  | Éric Zemmour          | Reconquête                    |                     | 11          | 3,72 %      |             |             |
|                                  | Valérie Pécresse      | Les Républicains              | LR                  | 18          | 6,08 %      |             |             |
|                                  | Jean Lassalle         | Résistons !                   | R                   | 25          | 8,45 %      |             |             |
|                                  | Anne Hidalgo          | Parti socialiste              | PS                  | 4           | 1,35 %      |             |             |
|                                  | Fabien Roussel        | Parti communiste français     | PC                  | 9           | 3,04 %      |             |             |
|                                  | Nicolas Dupont-Aignan | Debout la République          | DLR                 | 8           | 2,70 %      |             |             |
|                                  | Yannick Jadot         | Europe Écologie-Les Verts     | EELV                | 7           | 2,36 %      |             |             |
|                                  | Nathalie Arthaud      | Lutte Ouvrière                | LO                  | 2           | 0,68 %      |             |             |
|                                  | Philippe Poutou       | Nouveau Parti anticapitaliste | NPA                 | 1           | 0,34 %      |             |             |
|                                  |                       |                               |                     |             |             |             |             |
| Gesamt                           | Gesamt                | Gesamt                        | Gesamt              | 296         | 100 %       | 237         | 100 %       |
|                                  |                       |                               |                     |             |             |             |             |
| Gültige Stimmen                  | Gültige Stimmen       | Gültige Stimmen               | Gültige Stimmen     | 296         | 97,37 %     | 237         | 83,75 %     |
| Ungültige Stimmen                | Ungültige Stimmen     | Ungültige Stimmen             | Ungültige Stimmen   | 8           | 2,63 %      | 46          | 16,25 %     |
| Wahlbeteiligung                  | Wahlbeteiligung       | Wahlbeteiligung               | Wahlbeteiligung     | 304         | 83,98 %     | 283         | 78,18 %     |
| Enthaltungen                     | Enthaltungen          | Enthaltungen                  | Enthaltungen        | 58          | 16,02 %     | 79          | 21,82 %     |
| Registrierte Wähler              | Registrierte Wähler   | Registrierte Wähler           | Registrierte Wähler | 362         |             | 362         |             |
|                                  |                       |                               |                     |             |             |             |             |
| Quelle: Ministère de l'Intérieur |                       |                               |                     |             |             |             |             |

Die Präsidentschaftswahlen 2022 in Saint-Paul-la-Roche konnte Emmanuel Macron knapp für sich entscheiden.

## Wirtschaft

### Beschäftigung
Im Jahr 2015 betrug die erwerbsfähige Bevölkerung zwischen 15 und 64 Jahren 206 Personen bzw. 39,2 % der Gesamtbevölkerung. Im Vergleich zu 2010 hat sich die Zahl der Arbeitslosen von 26 auf 27 minimal erhöht, die Arbeitslosenquote liegt somit jetzt bei 13,1 %.

### Unternehmen
Am 31. Dezember 2015 waren 61 Unternehmen in Saint-Paul-la-Roche ansässig, davon 25 in Landwirtschaft, Forsten und Fischerei, 16 im Sektor Handel, Transport oder Dienstleistungen, 10 im Baugewerbe, 8 in der Industrie und 2 im Sektor Verwaltung, Bildung, Gesundheit oder Soziales.

## Sehenswürdigkeiten
- romanische Ortskirche Saint-Pierre et Saint-Paul
- Château de Montardy
- Château du Chalard
- Château de la Valade aus dem 18. Jahrhundert
- Haus der Templer (La Maison templière)

## Photogalerie

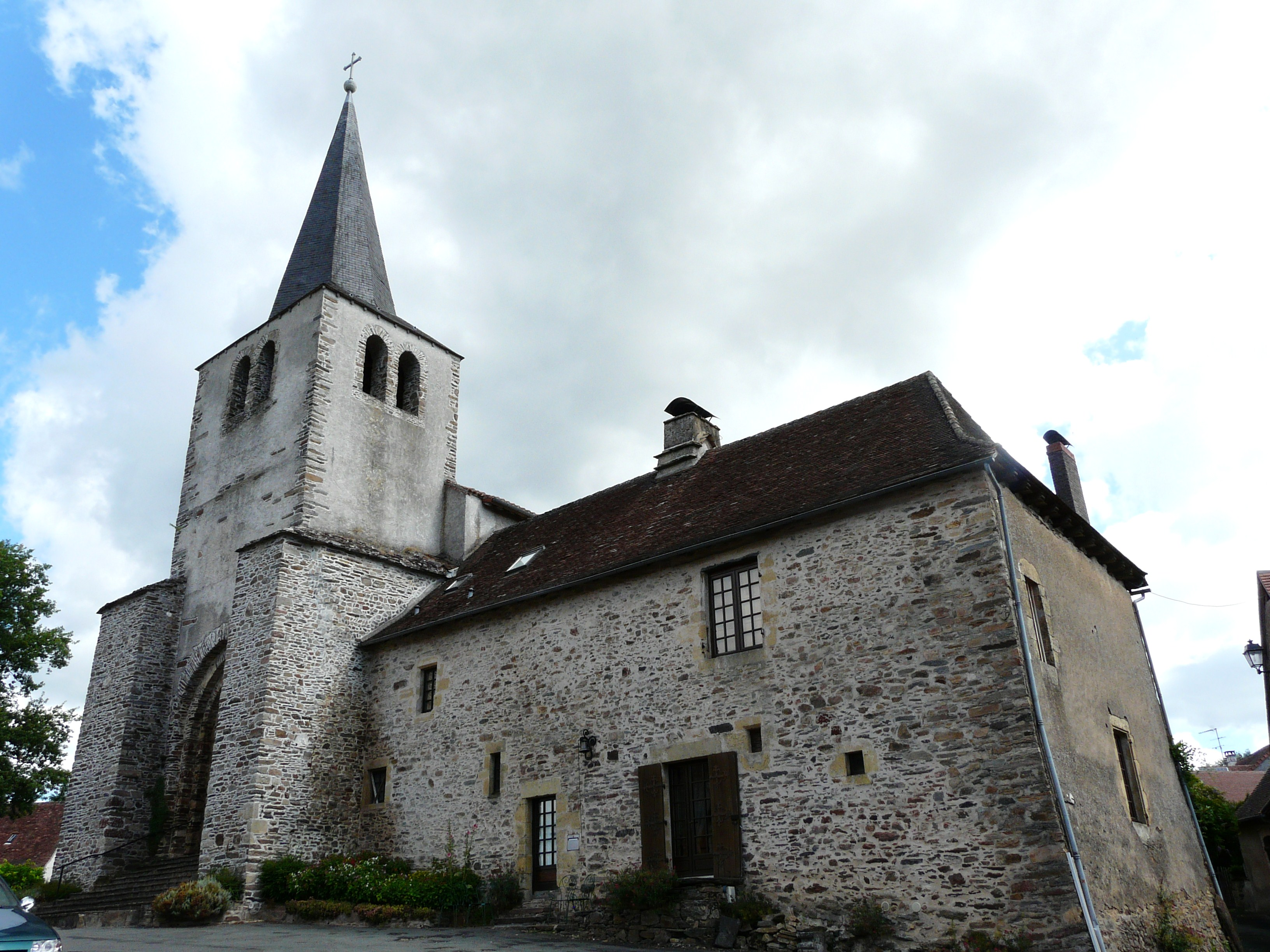
Ortskirche Saint-Pierre et Saint-Paul
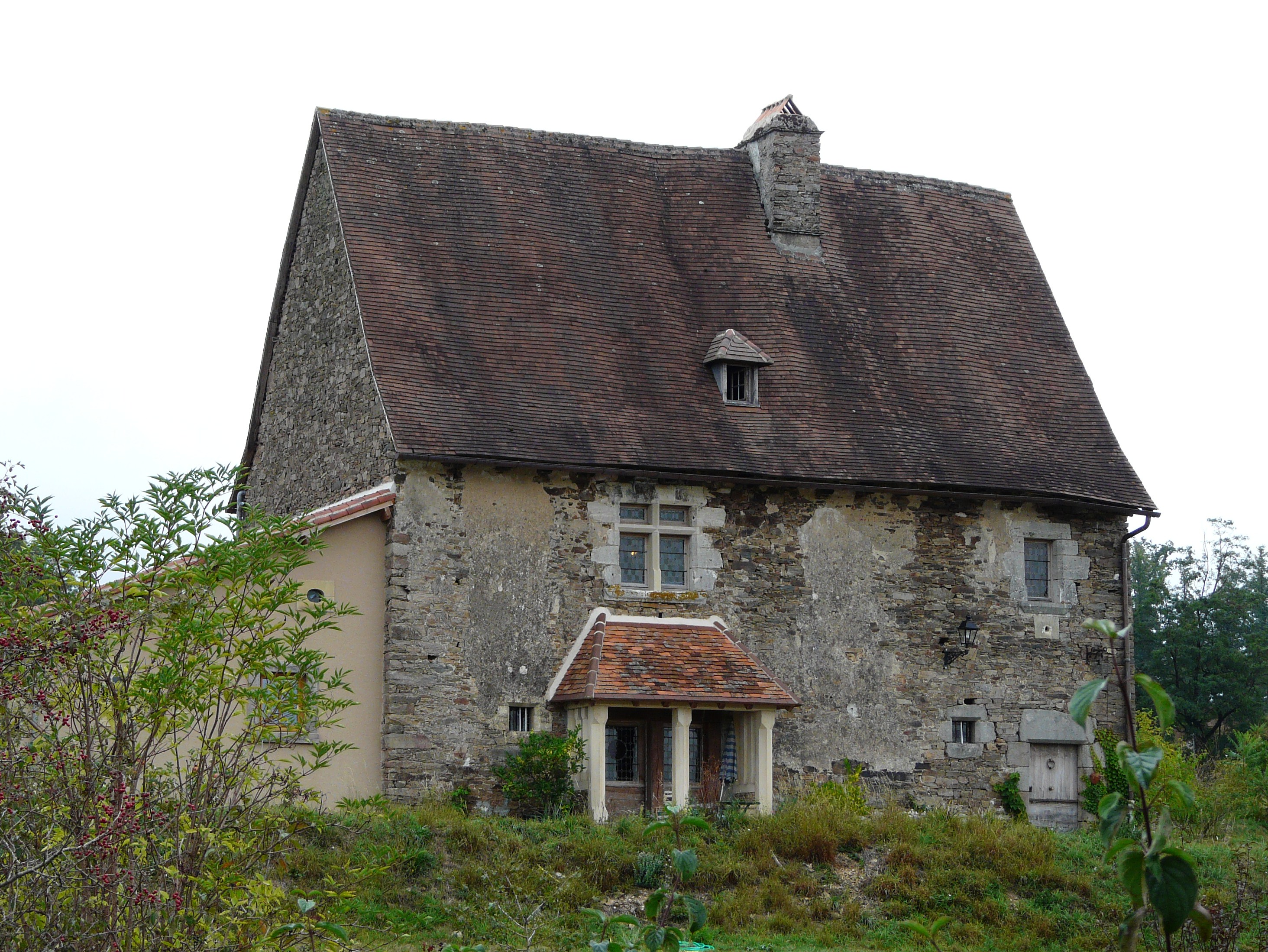
Haus der Templer
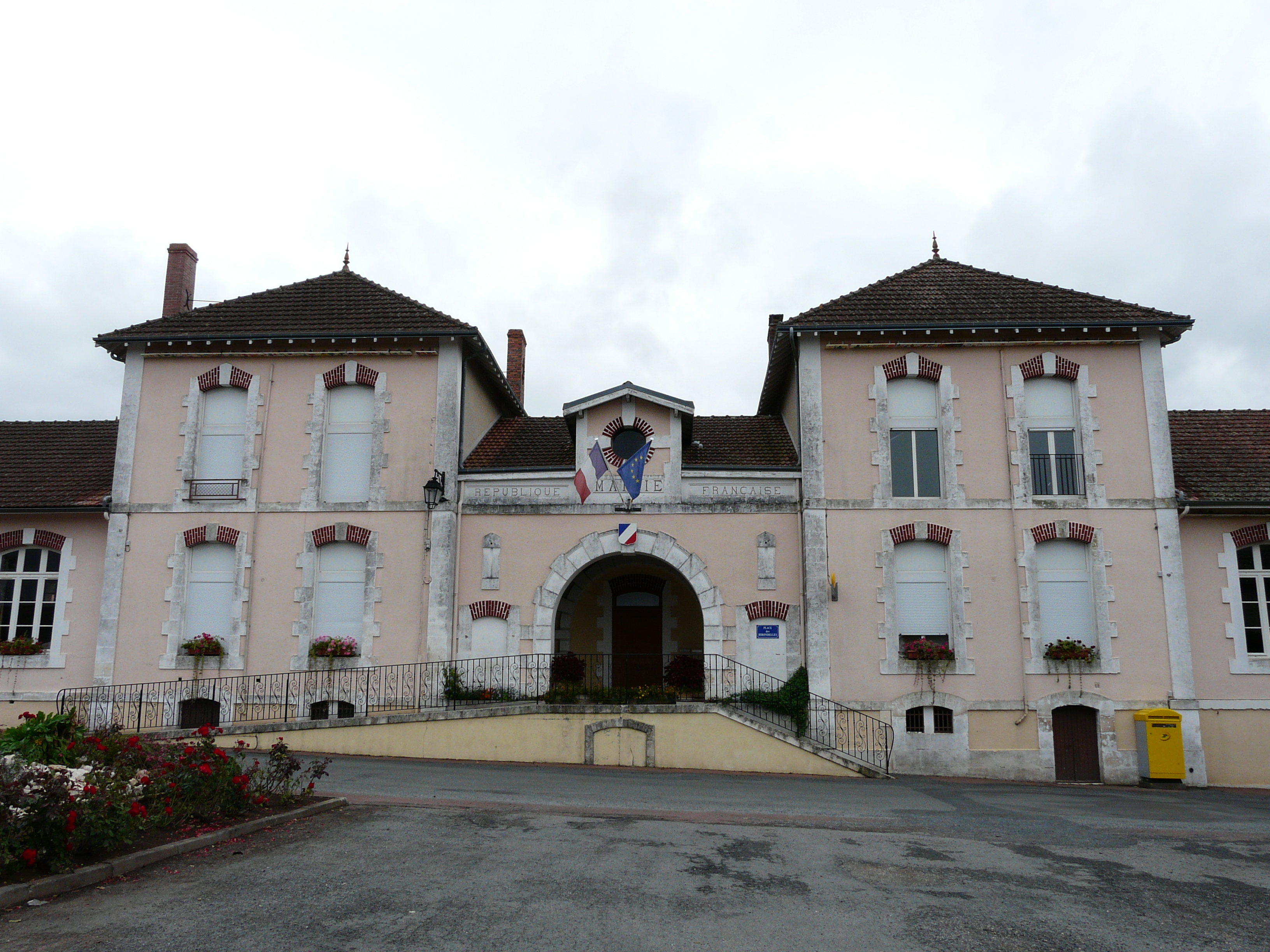
Rathaus
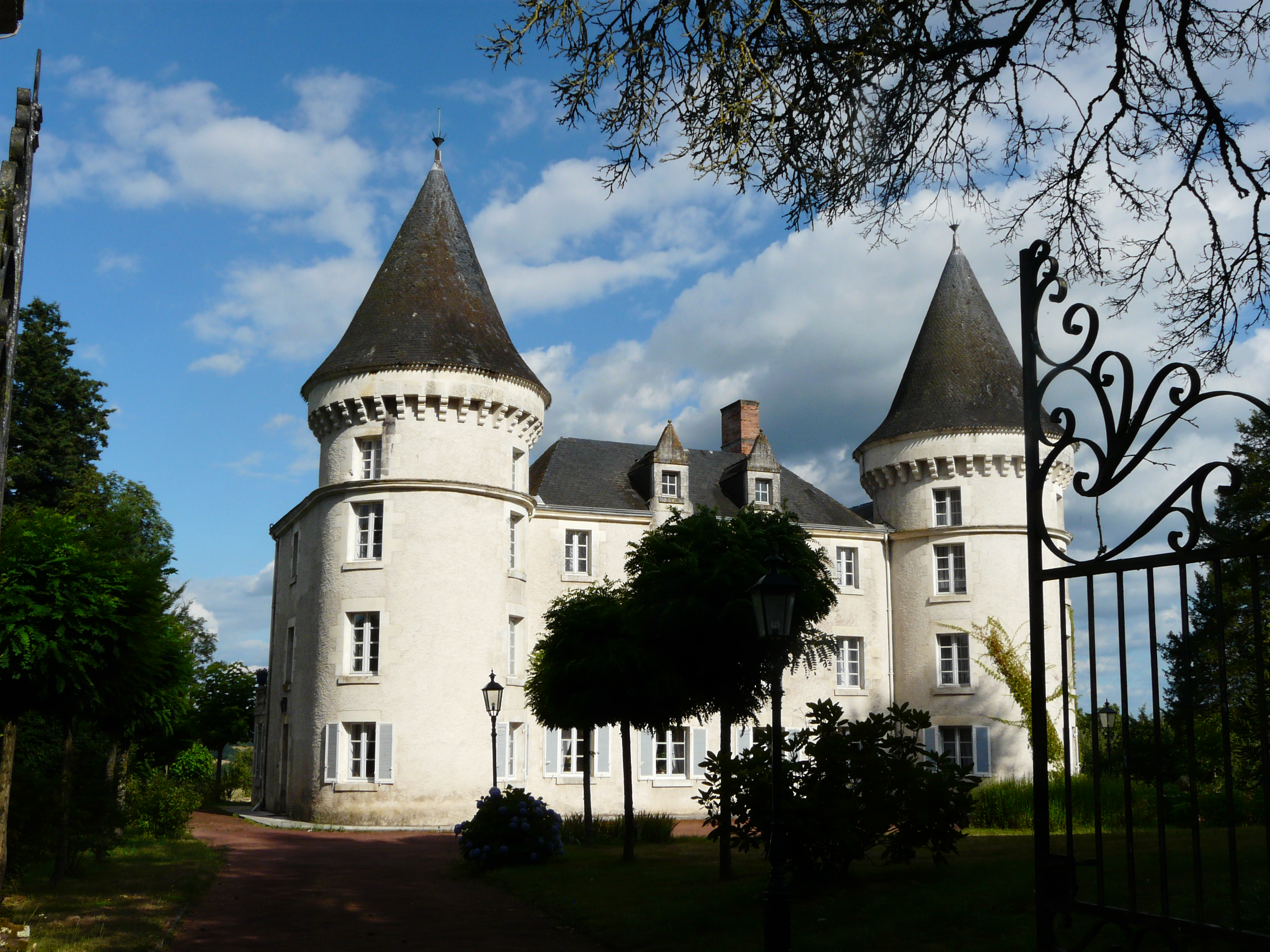
Westfassade des Château de la Valade
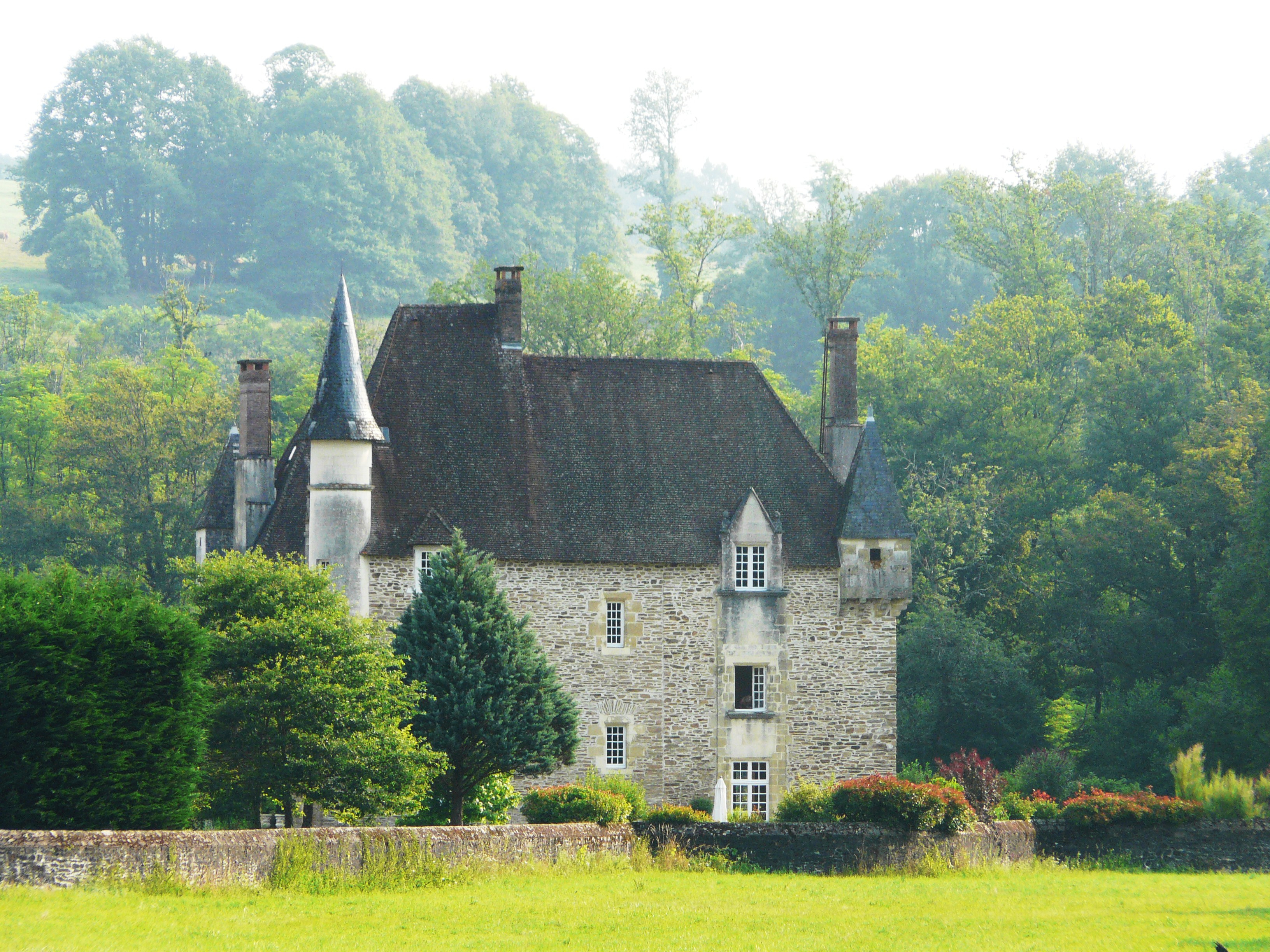
Das Château de Montardy
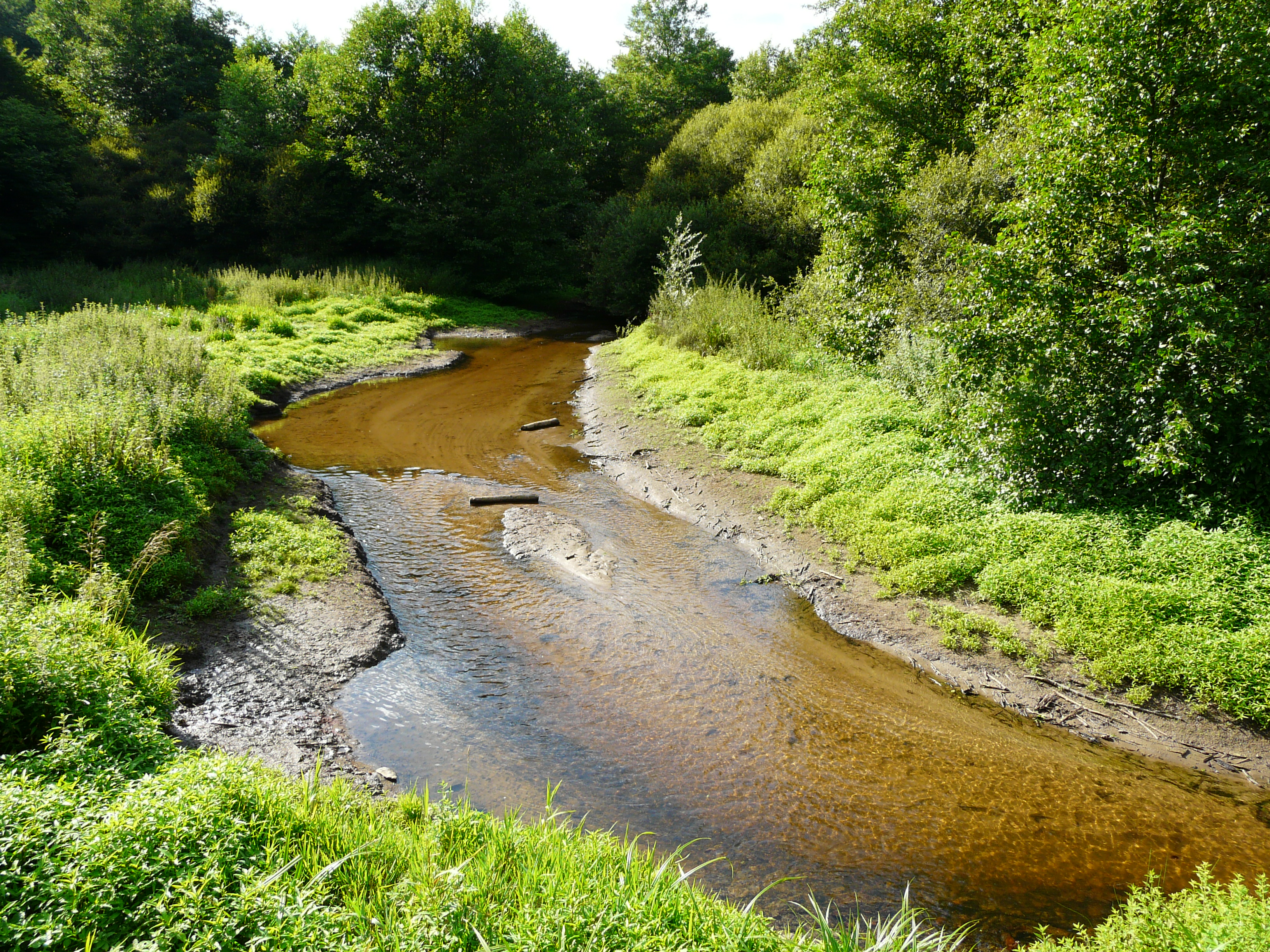
Die Valouse oberhalb der Brücke nach La Roche Noire
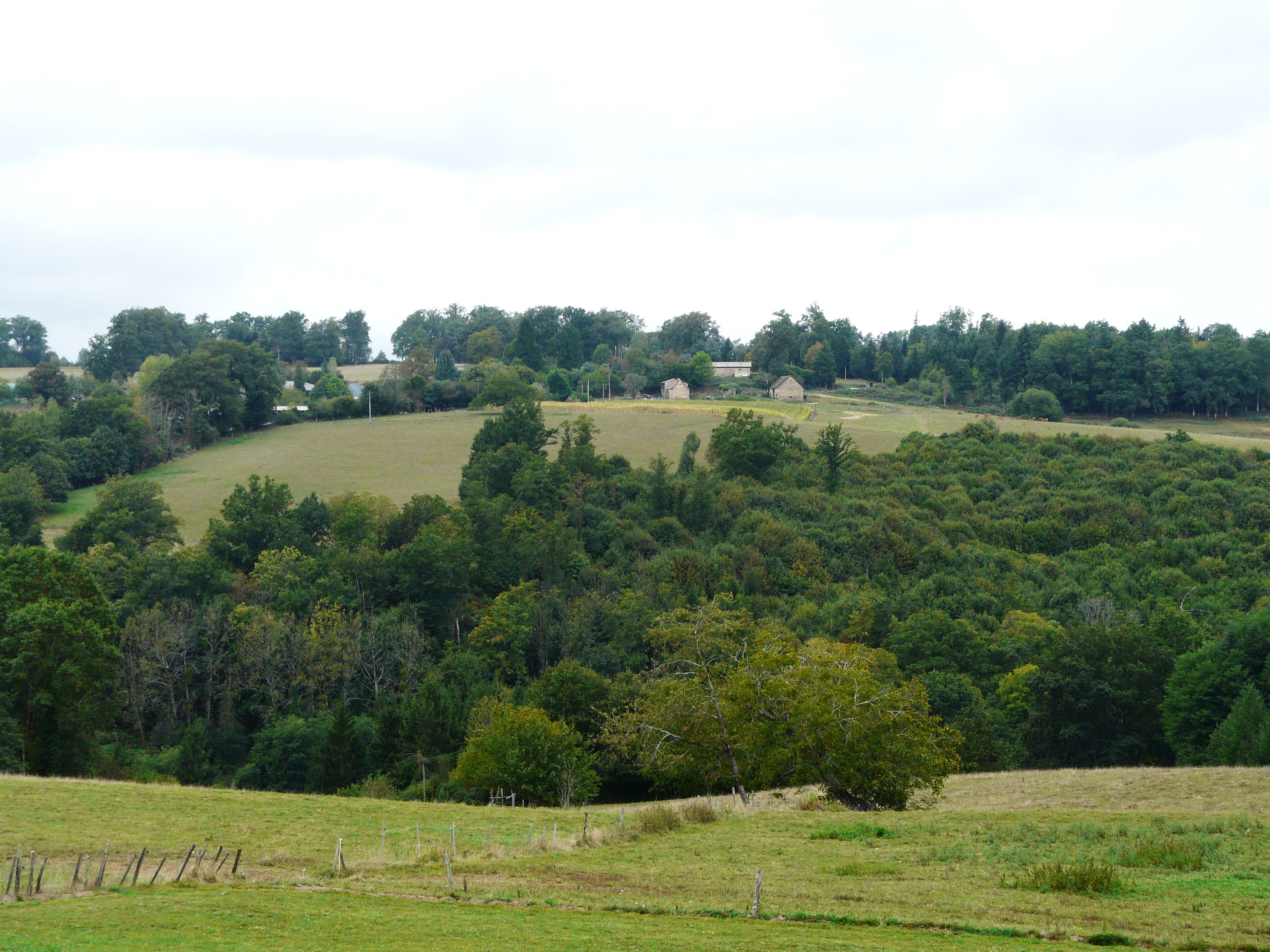
Das ins Grundgebirge eingetiefte Tal der Rochille in der Nähe des Ortskerns
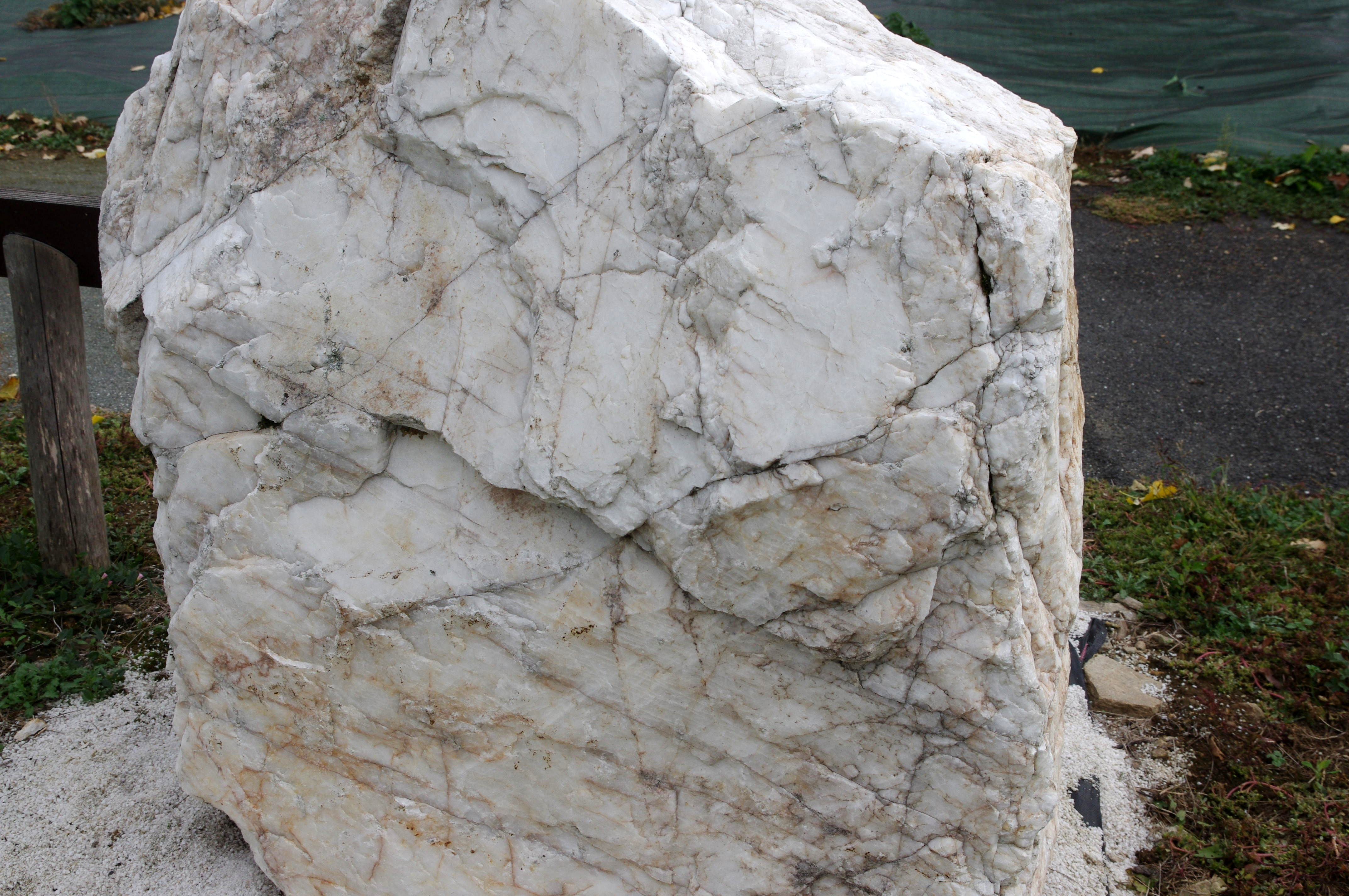
Quarzblock from ehemaligen Steinbruch Roche Blanche
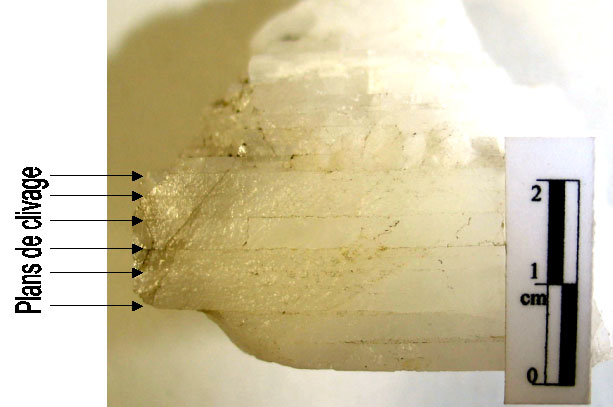
Von parallelen Scherflächen durchsetzter Quarz
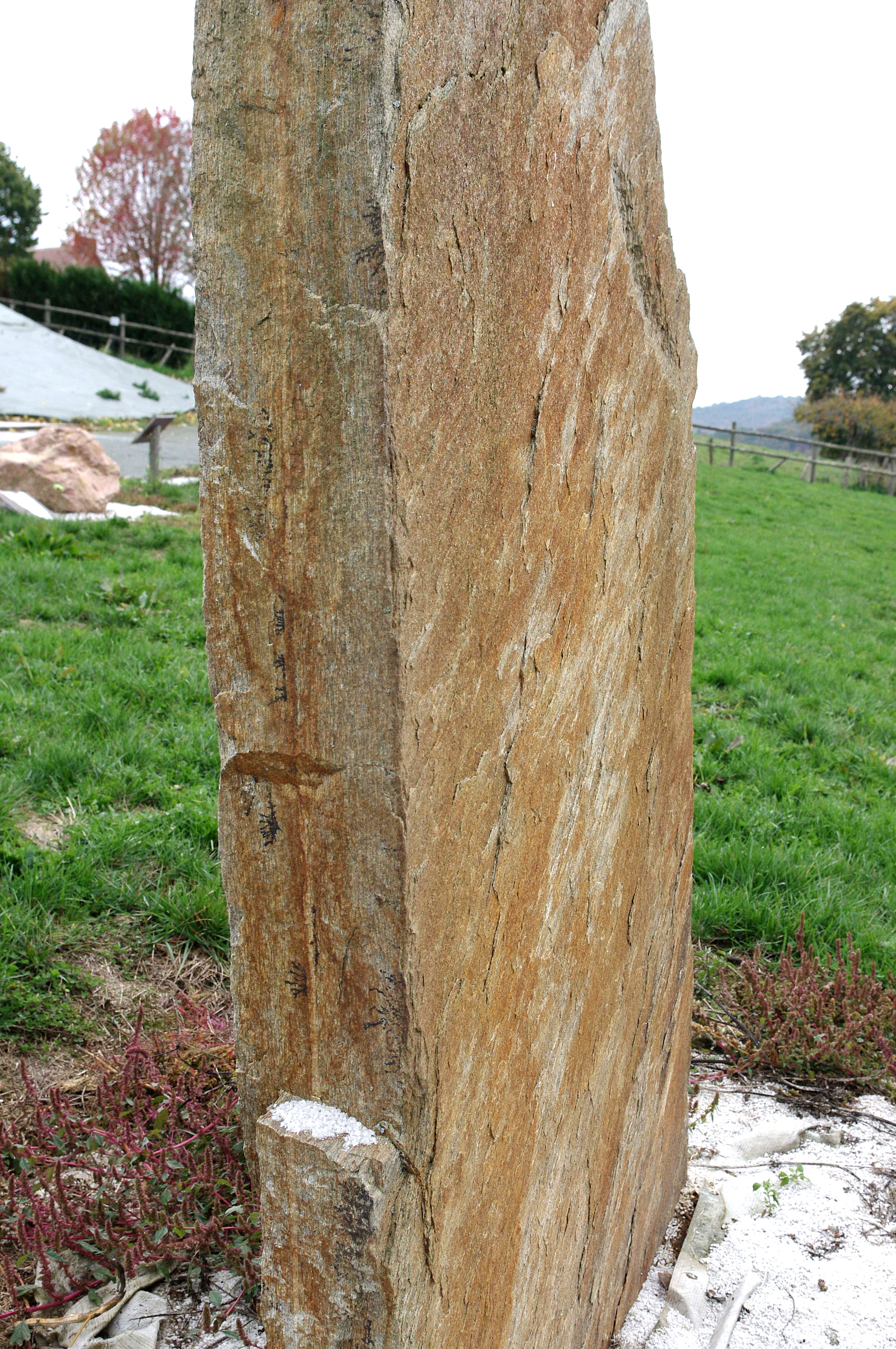
Geosite von Saint-Paul-la-Roche mit Leptinitplatte aus dem Steinbruch Lama